# Maksymilian Strasz
Maksymilian Strasz (ur. 10 października 1804 w Ojrzanowie, zm. 21 kwietnia 1885) – polski fotograf, wynalazca, inżynier, architekt. Nazywany „ojcem polskiej fotografii”.

## Życiorys
Pochodził z zubożałej szlachty mazowieckiej. Ukończył Szkołę Inżynierii Cywilnej, a następnie Wydział Sztuk Pięknych i Miernictwa Uniwersytetu Warszawskiego. W 1830 uzyskał stopień inżyniera. W tym samym roku wyjechał za granicę. Wrócił do kraju w trakcie powstania listopadowego, obejmując stanowisko w kwatermistrzostwie wojska polskiego. Udział w powstaniu nie przeszkodził mu w dalszej karierze.
Po 1833 roku w uznaniu jego zasług przy budowie Kanału Augustowskiego został mianowany inżynierem wojewódzkim województwa augustowskiego. W sierpniu 1837 roku, po śmierci Karola Meyzera otrzymał stanowisko inżyniera gubernialnego guberni kieleckiej. W ramach obowiązków nadzorował utrzymanie i budowę dróg lądowych i wodnych. Poza tym był autorem niezrealizowanych projektów budowy nowego gmachu rządu gubernialnego oraz nowej siedziby Dyrekcji Szczegółowej Towarzystwa Kredytowego Ziemskiego. Kontynuował prace przy budowie szpitala św. Aleksandra (1838-1843) i urządzaniu parku miejskiego rozpoczęte przez jego poprzednika. W 1840 roku zaprojektował i wybudował własną rezydencję przy ul. Krakowskiej (obecnie róg ul. Duża 21). W 1844 roku opuścił Kielce, przenosząc się do Warszawy na stanowisko Naczelnika Sekcji Budownictwa w Wydziale Górnictwa Komisji Przychodów Skarbu. W 1856 roku przeszedł na emeryturę. Spoczywa na cmentarzu Powązkowskim w Warszawie (kw. 163-2-23).
Był żonaty z Anną ze Szczurowskich Kożuchowską. Nie zostawił potomstwa. Jedyny syn Ignacy (ur. 1838) zmarł prawdopodobnie w 1859 roku.

## Prekursor fotografii w Polsce
Interesował się optyką i nowym wynalazkiem – fotografią. Już 13 lipca 1839 r. – a więc jeszcze przed ujawnieniem szczegółów techniki dagerotypii – Strasz opublikował w „Wiadomościach Handlowych i Przemysłowych” artykuł poświęcony innej technice fotograficznej: kalotypii. W przypisie do tego tekstu redakcja informowała, że autor przesłał dwie próbki tego doświadczenia i że zainteresowani mogą je zobaczyć. O kolejnych próbach Strasza związanych z tą techniką nic nie wiadomo. Zainteresował się natomiast dagerotypią, której poświęcił kolejne teksty, opublikowane w październiku i listopadzie tego samego roku. W 1857 r. wydany został jego podręcznik zatytułowany Fotografja czyli zbiór środków używanych do zdejmowania obrazów za pomocą światła na papierze lub szkle, ułożony do praktycznego zastosowania, podług dzieł hr. de la Sor i Texier, Le Graya i Brebissona, a w kolejnych latach (1860, 1862 i 1866) jego dalsze części.

## Dzieła
- Fotografja czyli zbiór środków używanych do zdejmowania obrazów za pomocą światła na papierze lub szkle, ułożony do praktycznego zastosowania, podług dzieł hr. de la Sor i Texier, Le Graya i Brebissona (1857).

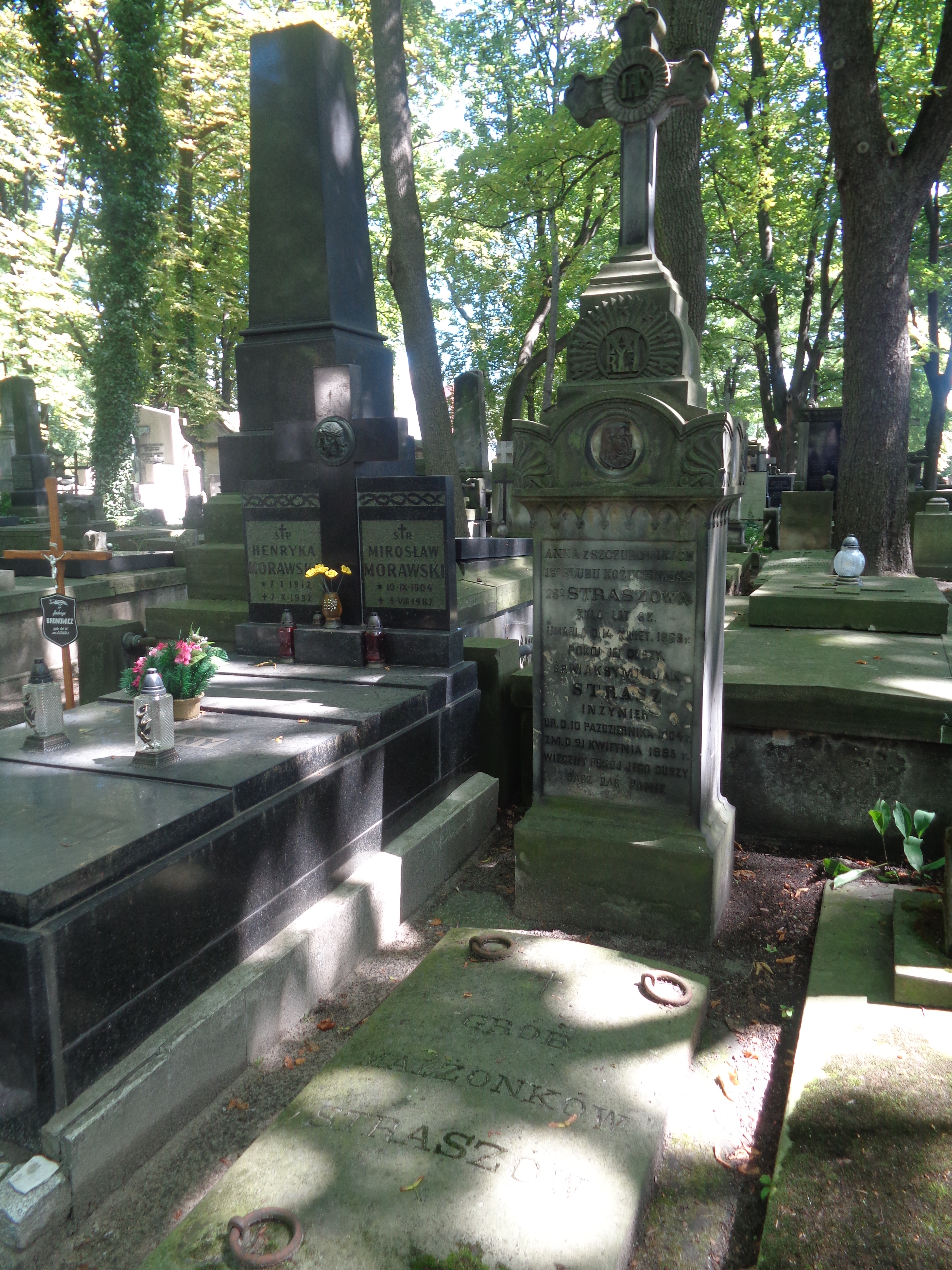
Nagrobek Maksymiliana Strasza na Cmentarzu Powązkowskim

## Upamiętnienie
- W Kielcach posiada ulicę swojego imienia.
- W 1989 roku Poczta Polska z okazji 150 lecia polskiej fotografii wydała znaczek projektu Stefana Małeckiego o nominale 40 zł dedykowany Maksymilianowi Straszowi.
- W 1989 roku Zarząd Główny Związku Polskich Artystów Fotografików w Warszawie, ustanowił Medal 150-lecia Fotografii – z wizerunkiem Maksymiliana Strasza (awers)[7][8].